# Kétsoprony
Kétsoprony es un pueblo ubicado en el distrito de Békéscsaba, en el condado de Békés, Hungría.

## Superficie
Posee una superficie de 51,24 kilómetros cuadrados.

## Demografía
Hasta 2019 la población era de 1268 habitantes, con una densidad de población de 24,75 habitantes por kilómetro cuadrado.